# La Fregeneda
La Fregeneda település Spanyolországban, Salamanca tartományban. La Fregeneda Hinojosa de Duero, Freixo de Espada à Cinta és Figueira de Castelo Rodrigo községekkel határos. Lakosainak száma 308 fő (2024).

## Népesség
A település népessége az elmúlt években az alábbi módon változott:
| Lakosok száma | 543  | 476  | 440  | 445  | 420  | 384  | 363  | 348  | 314  | 308  |
|               | 2001 | 2004 | 2007 | 2009 | 2012 | 2014 | 2017 | 2019 | 2022 | 2024 |